# Chrysogorgia
Chrysogorgia är ett släkte av koralldjur. Chrysogorgia ingår i familjen Chrysogorgiidae.

## Bildgalleri

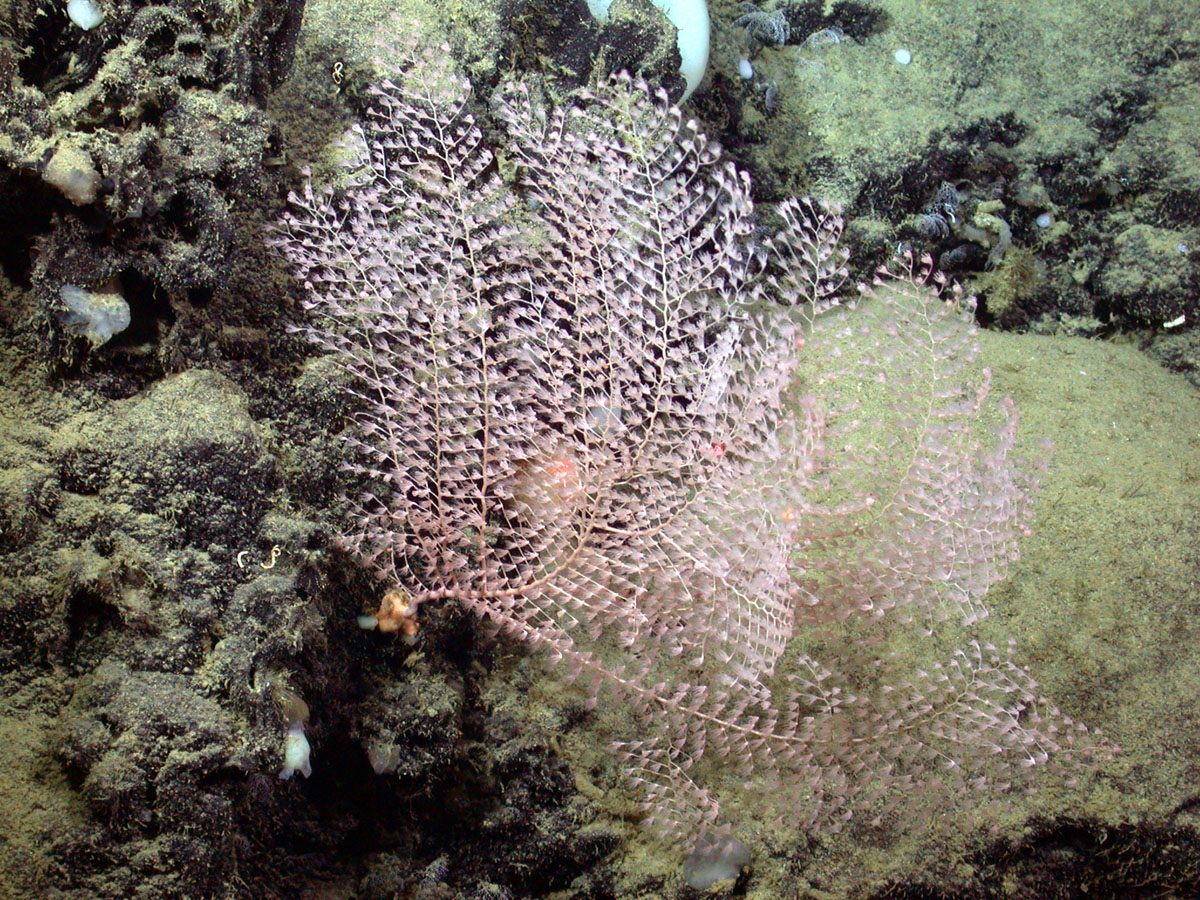

## Dottertaxa tillChrysogorgia, i alfabetisk ordning[1]
- Chrysogorgia acanthella
- Chrysogorgia admete
- Chrysogorgia agassizii
- Chrysogorgia anastomosans
- Chrysogorgia antarctica
- Chrysogorgia arborescens
- Chrysogorgia axillaris
- Chrysogorgia bracteata
- Chrysogorgia calypso
- Chrysogorgia campanula
- Chrysogorgia cavea
- Chrysogorgia chryseis
- Chrysogorgia comans
- Chrysogorgia cupressa
- Chrysogorgia curvata
- Chrysogorgia debilis
- Chrysogorgia delicata
- Chrysogorgia desbonni
- Chrysogorgia dichotoma
- Chrysogorgia dispersa
- Chrysogorgia electra
- Chrysogorgia elegans
- Chrysogorgia excavata
- Chrysogorgia expansa
- Chrysogorgia fewkesi
- Chrysogorgia flavescens
- Chrysogorgia flexilis
- Chrysogorgia fruticosa
- Chrysogorgia geniculata
- Chrysogorgia herdendorfi
- Chrysogorgia indica
- Chrysogorgia intermedia
- Chrysogorgia irregularis
- Chrysogorgia japonica
- Chrysogorgia lata
- Chrysogorgia minuta
- Chrysogorgia mixta
- Chrysogorgia multiflora
- Chrysogorgia octagonos
- Chrysogorgia okinosensis
- Chrysogorgia orientalis
- Chrysogorgia papillosa
- Chrysogorgia pellucida
- Chrysogorgia pendula
- Chrysogorgia pentasticha
- Chrysogorgia pusilla
- Chrysogorgia pyramidalis
- Chrysogorgia quadruplex
- Chrysogorgia ramosa
- Chrysogorgia rigida
- Chrysogorgia rotunda
- Chrysogorgia scintillans
- Chrysogorgia sibogae
- Chrysogorgia sphaerica
- Chrysogorgia spiculosa
- Chrysogorgia squamata
- Chrysogorgia stellata
- Chrysogorgia tetrasticha
- Chrysogorgia thyrsiformis
- Chrysogorgia versluysi